# Johannes (metropolit)

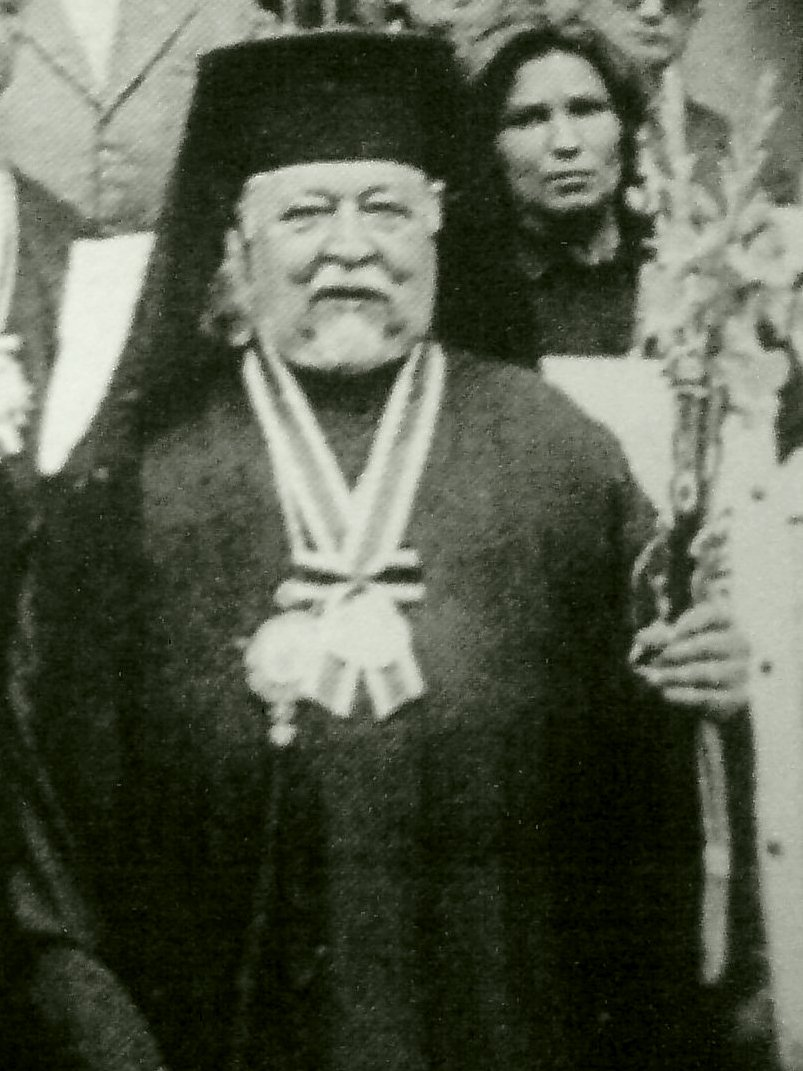
Johannes vid ett besök i Polen, sent 1980-tal.

Johannes, född Johannes Wilho Rinne 16 augusti 1923 i Åbo, död 1 juli 2010 i Åbo, var ärkebiskop i Finlands ortodoxa kyrka 1987–2001. Efter sin pensionering förärades han vid Konstantinopels ekumeniska patriarkat titeln metropolit av Nicaea och exark av Bithynien.

## Biografi
Metropolit Johannes fick en luthersk uppfostran. Efter teologiska studier vid Åbo Akademi och vid universitetet i Durham avlade Johannes 1953 sin master i teologi i New York. Under 1950- och 60-talet verkade han som lärare och rektor i olika skolor, bland annat åtta år som rektor för samskolan i Kittilä. Teologie doktor blev han 1966 vid Åbo Akademi då han även konverterade till den ortodoxa tron. Sin andra doktorsavhandling skrev han på grekiska i vid Aristotelesuniversitetet i Thessaloniki om kanonisk rätt år 1971.
År 1969 valdes han till biträdande biskop med titeln biskop av Lappland i Finlands ortodoxa kyrka, och sedan till biskop av Helsingfors. År 1972 utnämndes han till metropolit av Helsingfors och år 1987 till Karelens och hela Finlands ärkebiskop.